# Пелливерт, Михаил Семёнович
Михаил Семёнович Пелливерт (род. 22 июля 1982, Кутаиси) — израильский политолог, публицист, общественный деятель, дипломат. Политический обозреватель израильского «9 канала» и других ивритоязычных телеканалов. Сооснователь института Полис. Первый секретарь Посольства Израиля в России в 2010—2013 годах.

## Биография
Родился 22 июля 1982 года в Кутаиси, Грузинская ССР. В 1997 году окончил среднюю школу № 9 в Кутаиси и репатриировался в Израиль по программе НААЛЕ. Учился в Israel Goldstein Youth Village в Иерусалиме. В 2008 году окончил институт стран Европы Еврейского университета в Иерусалиме.
В 2008—2010 годах был членом Консультационного совета по делам молодёжи при президенте Израиля Шимоне Пересе. Председатель Ассоциации выпускников НААЛЕ и представитель общественного комитета в поддержку программы.
В 2010—2013 годах был первым секретарём Посольства Государства Израиль в Российской Федерации в Москве.
В 2009—2013 годах занимался исследованиями в институте стран Европы Еврейского университета в Иерусалиме.
В 2011—2013 годах был приглашённым лектором в Институте стран Азии и Африки Московского государственного университета.
В 2011 году стал одним из основателей The Polis Institute.
С 2009 года является политическим обозревателем израильского «9 канала» в передачах «День» и «День. Итоги». Эксперт по Восточной Европе и израильской политике. Автор исследований по российско-грузинской войне 2008 года и о религии в Европе.

## Личная жизнь
Женат, трое детей. Супруга — Анна Пелливерт, вице-президент компании Yissum Research Development Company of the Hebrew University, в прошлом — директор Израильского культурного центра в Москве.
В настоящее время семья живёт рядом с Иерусалимом.